# È già domenica
È già domenica è un album discografico del gruppo musicale italiano Statuto, pubblicato nel 2010 dalla Sony Music.

## Il disco
È il quindicesimo album musicale degli Statuto.
È stato presentato il 20 aprile 2010 con un concerto acustico alla Fnac di Torino centro, e contiene 14 brani musicali che spaziano tra generi musicali come soul, ska, pop italiano e R&B, di cui 12 inediti e 2 cover.

## I brani
Le tematiche affrontate nel disco sono le più disparate.
Il disco si apre con Amici (Davvero), anticipata dall'introduzione di Rudy Zerbi, canzone che racconta del rapporto stretto di amicizia esistente tra il presidente della casa discografica e Oscar Giammarinaro, leader del gruppo, durante un brutto periodo della sua vita; periodo nel quale il cantante degli Statuto perse perfino la voce.
Veri e propri inni al calcio sono canzoni come Controcalcio, con il testo scritto da Enrico Ruggeri, dove viene raccontato l'amore nostalgico per questo sport, ed È già domenica, che dà anche il titolo all'album, dedicata a Gabriele Sandri, tifoso della Lazio morto l'11 novembre 2007; mentre Un ragazzo come me, racconta la storia di Matteo Bagnaresi, tifoso del Parma, morto anch'egli il 30 marzo 2008 in un incidente in autogrill mentre si recava a Torino per assistere alla partita tra Juventus e Parma.
Canzoni dal tono più leggero sono invece Bella come il sole, primo singolo estratto dall'album, che racconta di un amore estivo, e Un elegante gioco da salotto, dedicata al gioco del Subbuteo, mentre la vena politica della band viene catturata da brani come Io salgo, canzone di protesta contro la situazione della disoccupazione italiana, Canterai (Canterò), scritta in piemontese, alla cui stesura musicale partecipa anche Paolo Belli, che scherza sulla proposta di legge di introdurre lo studio del dialetto all'interno del programma scolastico, e Pupazzo di neve, che richiama l'attenzione sull'utilizzo di cocaina da parte delle nuove generazioni.
Gli altri tre inediti sono O Fortuna, canzone di elogio alla fortuna, Per non fare male, canzone che tratta delicati rapporti all'interno di una coppia, e Rabbia e stile, canzone manifesto dell'etica e dell'estetica mod.
Le due cover contenute nel disco sono Una città per cantare, brano interpretato dal cantante italiano Ron come versione in italiano di The Road, e Vamos a la playa, dei torinesi Righeira.

## Tracce
1. Amici (Davvero)
2. Bella come il sole
3. Controcalcio
4. È già domenica (dedicata a Gabriele Sandri)
5. Una città per cantare (cover di Ron)
6. Un elegante gioco da salotto
7. O fortuna
8. Rabbia & stile
9. Canterai (Canterò)
10. Io salgo
11. Per non fare male
12. Pupazzo di neve
13. Un ragazzo come me
14. Vamos a la playa (cover dei Righeira)

## Andamento nella classifica FIMI
| Posizione | 35 |

## Formazione
- Oscar Giammarinaro - Oskar - cantante
- Giovanni Deidda - Naska - batteria
- Valerio Giambelli - Mr.No - chitarra
- Ennio Piovesani - Ennio Teen Mod - basso